# Проспект Рокоссовского (Минск)
Проспект Рокоссовского (бел. Праспект Ракасоўскага) — проспект в юго-восточной части Минска, одна из главных транспортных магистралей Ленинского района и микрорайона Серебрянка. Назван в честь маршала, участника операции «Багратион», Константина Константиновича Рокоссовского.
Строительство началось в 1970-е годы. Проспект застроен преимущественно девятиэтажными и более высокими панельными домами. В последние десятилетия вдоль проспекта начато возведение высотных монолитных и каркасно-блочных домов.
Проспект начинается от развязки с улицами Ванеева, Тростенецкой и Олега Кошевого, пересекает улицу Плеханова и заканчивается пересечением с улицей Малинина возле Чижовского водохранилища. На всём протяжении проспекта действует автобусное и интенсивное троллейбусное сообщение. Ближайшие станции метро — Пролетарская, Тракторный завод, Партизанская — расположены примерно в двух километрах от проспекта.
В 2011 году планировалось расширить проспект до восьми полос и обустроить вдоль него пешеходный бульвар с небольшими зонами отдыха и велодорожками. Ранее планировалось пустить вдоль проспекта линию скоростного трамвая. Позднее строительство трамвайной линии было исключено из проекта. На местах, отводимых под трамвайные пути, размещены автомобильные парковки.